# Meromyza nigriventris
Meromyza nigriventris är en tvåvingeart som beskrevs av Macquart 1835. Meromyza nigriventris ingår i släktet Meromyza och familjen fritflugor. Arten är reproducerande i Sverige. Inga underarter finns listade i Catalogue of Life.